# Le Mesnillard
Le Mesnillard è un comune francese di 286 abitanti situato nel dipartimento della Manica nella regione della Normandia.
Fa parte del cantone di Saint-Hilaire-du-Harcouët, nella circoscrizione (arrondissement) di Avranches.

## Società

### Evoluzione demografica
Abitanti censiti